# Hansenius torulosus
Espèce
Synonymes
- Chelifer torulosus Tullgren, 1907
- Chelifer kewi Tullgren, 1907

Hansenius torulosus est une espèce de pseudoscorpions de la famille des Cheliferidae.

## Distribution
Cette espèce est endémique d'Afrique du Sud.

## Publication originale
- Tullgren, 1907 : Zur Kenntnis aussereuropäischer Chelonethiden des Naturhistorischen Museums in Hamburg. Mitteilungen aus dem Naturhistorischen Museum in Hamburg, vol. 24, p. 21-75.